# HD 122910
HD 122910，又名BD+02 2768，SAO 120269、HR 5283，是一颗恒星，视星等为6.28，位于銀經341.25，銀緯59.61，其B1900.0坐标为赤經13h 59m 33.3s，赤緯+2° 59.61′ 38″。